# Baduanjin

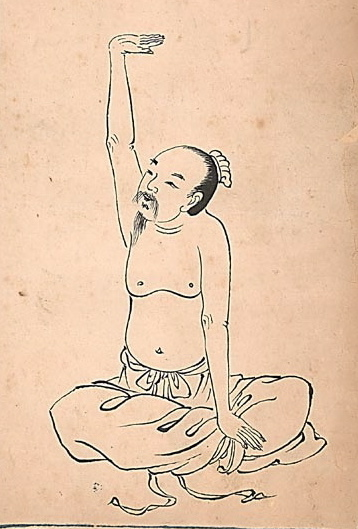
L'origine de séparer le ciel et la terre

Bā Duàn Jǐn (chinois traditionnel : 八段錦 ; litt. : Huit pièces de brocart) est une gymnastique chinoise (ou qi gong, 氣功) visant à rendre l'organisme plus résistant et prolonger la vie. 

## Origine
Selon la légende, Bodhidharma aurait élaboré le Bā Duàn Jǐn vers le Ve siècle, au monastère Shaolin(voir shaolin quan).
Au XIIe siècle, le général Yue Fei le développa pour améliorer la santé de ses soldats.
Selon le Centre de gestion du Qi Gong pour la santé relevant de l'Administration nationale chinoise de la culture physique et du sport, on ne sait pas par qui, ni quand, a été créé le Bā Duàn Jǐn, mais des illustrations découvertes dans le tombeau des Han (206 av.J.-C - 220 apr.J.-.C) montrent qu'au moins quatre mouvements ressemblent aux postures du Bā Duàn Jǐn.
Le nom de « brocart » vient des manteaux longs en brocart portés par les dignitaires de l'empire, pour évoquer une bonne santé. Il y a huit postures qui étaient douze, et qui comportent des variantes[pas clair].

## Technique
Le corps est détendu et l'esprit concentré, avec des étirements doux et continus (pour éviter le réflexe ostéotendineux trop fort), pour rechercher une sensation agréable sans contrainte ; le centre et la rectitude y sont recherchés ; légèreté et enracinement y sont requis. La pratique idéale se fait en prenant son temps dans un lieu calme et bien aéré, calmement à un rythme respiratoire normal en respirant par le nez. Chaque geste se répète 3 fois de chaque côté, pour un effet profond et symétrique. Il est conseillé de faire cette gymnastique après un réveil musculaire et articulaire, comme Yì Jīn Jīng.

## Les huit postures
Les huit postures se pratiquent à la suite l'une de l'autre, en position soit assise, soit debout. Sur les dessins de la version du général Yue Fei, elles portent chacune un nom évocateur et pragmatique qui peut se traduire ainsi :
1. Liǎngshǒu tuō tiān lǐ Sān Jiāo (两手托天理三焦), "Soutenir le Ciel avec deux mains pour prendre soin du Triple Réchauffeur." (méridien Sān Jiāo).
2. Zuǒyòukāigōng shì shè diāo (左右开弓似射雕), "Imiter un archer droitier et gaucher, comme pour le tir à l'aigle."
3. Tiáolǐ pí wèi xū dān jǔ (调理脾胃须单举), "Régler la Rate et l'Estomac d'un seul geste."
4. Wǔ láo, qī shāng, xiàng hòu qiáo (五劳七伤向后瞧), "Regarder derrière soi pour prévenir les cinq Maladies et les sept Blessures."
5. Yáotóu bǎiwěi qù xīn huǒ (摇头摆尾去心火), "Remuer la tête et la queue pour expulser le Feu du Cœur (ou le Feu interne)."
6. Liǎngshǒu pān zú gù shèn yāo (两手攀足固肾腰), "Attraper les pieds pour renforcer les reins."
7. Zǎn quán nùmù zēng qìlì (攒拳怒目增气力), "Serrer les poings pour augmenter la force physique."
8. Bèihòu qī diān bǎi bìng xiāo (背后七颠百病消), "Heurter sept fois les talons pour éliminer les cent maladies."